# Vilanova de Segrià
 Vilanova de Segriá  (tiếng Catalan là  Vilanova de Segrià ) là một đô thị trong tỉnh Lérida, cộng đồng tự trị Catalonia Tây Ban Nha. Đô thị Vilanova de Segrià có diện tích là 8,48 ki-lô-mét vuông, dân số năm 2009 là 862 người với mật độ 101,65 người/km². Đô thị Vilanova de Segrià có cự ly km so với tỉnh lỵ Lérida.